# 方程式x^y=y^x

x^{y} = y^{x}のグラフ。二つの線は(e, e)で交差する。

本稿では方程式{\displaystyle x^{y}=y^{x}}の代数的・幾何的な性質とその意味について数学的に解説する。
一般に、実数において冪乗は可換とはならないが、方程式{\displaystyle x^{y}=y^{x}}には{\displaystyle (x,y)=(2,4)}などの無数の実数解が存在する。

## 歴史
方程式{\displaystyle x^{y}=y^{x}}について、少なくとも1728年6月29日にダニエル・ベルヌーイがクリスティアン・ゴールドバッハに宛てた手紙に綴られている。手紙の内容には、{\displaystyle x\neq y} の時、その自然数解は{\displaystyle (2,4)}と{\displaystyle (4,2)}のみであるが、その有理数解は{\displaystyle ({\tfrac {27}{8}},{\tfrac {9}{4}})}や{\displaystyle ({\tfrac {64}{27}},{\tfrac {256}{81}})}など無数に存在するという記述がされている。
また、1729年1月31日のゴールドバッハの返信では、{\displaystyle y=vx}と代入することで得られる一般解について述べられていおり、同様の解がレオンハルト・オイラーによっても得られている。(後述)
1888年、オランダ人数学者のヨーハン・ファン・ヘンゲル は、二つの正整数{\displaystyle r,n}について、{\displaystyle r\geq 3}のとき{\displaystyle r^{r+n}>(r+n)^{r}}が常に成り立つことを示し、{\displaystyle x^{y}=y^{x}(x\neq y)}のすべての自然数解を求めるには（式の対称性により）{\displaystyle x=1,2}の場合を考えれば十分であることを証明した。これにより、この方程式の自然数解は{\displaystyle (2,4)}と{\displaystyle (4,2)}のみであることが確定した。
その後もこの問題は多くの出版物で議論を呼んだ。1961年にニューヨーク市立大学シティ・カレッジのアルヴィン・ハウスナーは結果を代数体まで拡張することに成功した。
また、1960年にはウィリアム・ローウェル・プットナム数学競技大会の問題の一つとして出題されている。

## 正の実数解

### 解の陽函数表示
正の実数の自明な解の集合は{\displaystyle \{(x,y)|x=y\}}によって与えられる。非自明な解の集合はランベルトのW函数によって表される。具体的には、方程式を{\displaystyle ae^{b}=c}の形に変形し、{\displaystyle a}と{\displaystyle b} を一致させ、ランベルトのW函数に関する公式{\displaystyle a'e^{a'}=c'\Rightarrow a'=W(c')}を適応することで得られる。
{\displaystyle {\begin{aligned}y^{x}&=x^{y}=\exp \left(y\ln x\right)&\\y^{x}\exp \left(-y\ln x\right)&=1&\left({\mbox{multiply by }}\exp \left(-y\ln x\right)\right)\\y\exp \left(-y{\frac {\ln x}{x}}\right)&=1&\left({\mbox{raise by }}1/x\right)\\-y{\frac {\ln x}{x}}\exp \left(-y{\frac {\ln x}{x}}\right)&={\frac {-\ln x}{x}}&\left({\mbox{multiply by }}{\frac {-\ln x}{x}}\right)\end{aligned}}}
{\displaystyle \Rightarrow -y{\frac {\ln x}{x}}=W\left({\frac {-\ln x}{x}}\right)}
{\displaystyle \Rightarrow y={\frac {-x}{\ln x}}\cdot W\left({\frac {-\ln x}{x}}\right)=\exp \left(-W\left({\frac {-\ln x}{x}}\right)\right)}
最後のステップで使用した恒等式{\displaystyle W(x)/x=\exp(-W(x))}については、ランベルトのW函数の2つの函数に分割し、解を含むそれぞれの区間で恒等式を適用することで得ることができる。
{\displaystyle {\begin{aligned}W_{0}\left({\frac {-\ln x}{x}}\right)&=-\ln x\quad &{\text{for }}&0<x\leq e,\\W_{-1}\left({\frac {-\ln x}{x}}\right)&=-\ln x\quad &{\text{for }}&x\geq e.\end{aligned}}}
- {\displaystyle 0<x\leq 1}:

{\displaystyle \Rightarrow {\frac {-\ln x}{x}}\geq 0}
{\displaystyle {\begin{aligned}\Rightarrow y&=\exp \left(-W_{0}\left({\frac {-\ln x}{x}}\right)\right)\\&=\exp \left(-(-\ln x)\right)\\&=x\end{aligned}}}
- {\displaystyle 1<x<e}:

{\displaystyle \Rightarrow {\frac {-1}{e}}<{\frac {-\ln x}{x}}<0}
{\displaystyle \Rightarrow y={\begin{cases}\exp \left(-W_{0}\left({\frac {-\ln x}{x}}\right)\right)=x\\\exp \left(-W_{-1}\left({\frac {-\ln x}{x}}\right)\right)\end{cases}}}
- {\displaystyle x=e}:

{\displaystyle \Rightarrow {\frac {-\ln x}{x}}={\frac {-1}{e}}}
{\displaystyle \Rightarrow y={\begin{cases}\exp \left(-W_{0}\left({\frac {-\ln x}{x}}\right)\right)=x\\\exp \left(-W_{-1}\left({\frac {-\ln x}{x}}\right)\right)=x\end{cases}}}
- {\displaystyle x>e}:

{\displaystyle \Rightarrow {\frac {-1}{e}}<{\frac {-\ln x}{x}}<0}
{\displaystyle \Rightarrow y={\begin{cases}\exp \left(-W_{0}\left({\frac {-\ln x}{x}}\right)\right)\\\exp \left(-W_{-1}\left({\frac {-\ln x}{x}}\right)\right)=x\end{cases}}}

以上より、
{\displaystyle y={\begin{cases}\exp \left(-W_{0}\left({\frac {-\ln(x)}{x}}\right)\right)\quad &{\text{for }}x>e,\\\exp \left(-W_{-1}\left({\frac {-\ln x}{x}}\right)\right)\quad &{\text{for }}1<x<e.\end{cases}}}
が得られる。

### パラメータ解（陰函数表示）
非自明な解について{\displaystyle x\neq y}と仮定し{\displaystyle y=vx(v\neq 0)}と置くことによって
{\displaystyle (vx)^{x}=x^{vx}=(x^{v})^{x}}
が得られ、両辺を{\displaystyle {\tfrac {1}{x}}}乗し{\displaystyle x}で割ることで、
{\displaystyle v=x^{v-1}}

が得られる。これを使うことで、下記の正の実数における非自明な解のパラメータ解が得られる。
{\displaystyle {\begin{aligned}x&=v^{1/(v-1)},\\y&=v^{v/(v-1)}.\end{aligned}}}
自明な解と併せて、正の実数での一般解は次のようになる。
{\displaystyle (y=x)\cup \left(v^{1/(v-1)},v^{v/(v-1)}\right){\text{ for }}v>0,v\neq 1.}
この解に基づくと、自明な解 {\displaystyle y=x}の{\displaystyle y}に関する導関数{\displaystyle dy/dx}は{\displaystyle 1}となり、非自明な解の{\displaystyle y}に関する導関数は{\displaystyle (dy/dv)/(dx/dv)}で求められ、次のように計算される。
{\displaystyle {\frac {dy}{dx}}=v^{2}\left({\frac {v-1-\ln v}{v-1-v\ln v}}\right){\text{ for }}v>0,v\neq 1.}

また、{\displaystyle v=2}または{\displaystyle v={\tfrac {1}{2}}}を上記のパラメータ解に代入することで非自明な唯一の自然数解{\displaystyle 4^{2}=2^{4}}が得られる。代数的数が解となる例は他にも{\displaystyle ({\sqrt {3}},3{\sqrt {3}})}、{\displaystyle ({\sqrt[{3}]{4}},4{\sqrt[{3}]{4}})}などがある。

上記のパラメータ解からは、{\displaystyle x^{y}=y^{x}}のグラフの幾何学的性質を導くことができる。例えば、先ほどの導関数の結果からは、{\displaystyle v\neq 1}を満たす正の実数{\displaystyle v}に対して{\displaystyle y=x^{v}}は傾きが{\displaystyle v^{2}}となる点を持ち、それらはすべて{\displaystyle x^{y}=y^{x}}を通ることがわかる。
自明な解と非自明な解は{\displaystyle v=1}のときに一致する。 非自明な解は{\displaystyle v=1}で値を持たないが、{\displaystyle v\to 1}の極限を取ることで値を得られる。計算は、{\displaystyle v=1+1/n}を代入して{\displaystyle n\to \infty }に飛ばすことで簡単にできる。
{\displaystyle x=\lim _{v\to 1}v^{1/(v-1)}=\lim _{n\to \infty }\left(1+{\frac {1}{n}}\right)^{n}=e.}
よって、{\displaystyle y=x}のグラフと{\displaystyle x^{y}=y^{x}(y\neq x)}のグラフの交差する点は{\displaystyle (x,y)=(e,e)}であることがわかる。なお、ここでeはネイピア数である。
また、非自明な曲線は、{\displaystyle x\to \infty }のとき{\displaystyle y=1}に漸近するため、漸近展開は次のようになる。
{\displaystyle y=1+{\frac {\ln x}{x}}+{\frac {3}{2}}{\frac {(\ln x)^{2}}{x^{2}}}+\cdots .}

## その他の実数解
上記のパラメータ解の{\displaystyle v}に特定の実数を入れることで、{\displaystyle x}と{\displaystyle y}の一方が負であるような実数解も無数に得られる。たとえば、{\displaystyle v=-2}を代入することによって{\displaystyle x=-{\frac {1}{\sqrt[{3}]{2}}}}, {\displaystyle y={\frac {2}{\sqrt[{3}]{2}}}}が得られ、{\displaystyle x}は負の値をとっている。同様に、自明な解{\displaystyle y=x}についても{\displaystyle x^{x}}が実数となるならば、離散的ではあるが{\displaystyle x=y=-1}のような解が無数に得られる。

## 似たグラフ

### x√y=y√x
方程式{\displaystyle {\sqrt[{x}]{y}}={\sqrt[{y}]{x}}}のグラフは、直線{\displaystyle y=x}と曲線が{\displaystyle (x,y)=({\frac {1}{e}},{\frac {1}{e}})}で交差する。曲線は{\displaystyle (0,1)}と{\displaystyle (1,0)}を端点としている。
曲線部分のグラフの式は次のように陽函数表示される。
{\displaystyle y=e^{W_{0}(x\ln(x))}\quad \mathrm {for} \quad 0<x<1/e,}
{\displaystyle y=e^{W_{-1}(x\ln(x))}\quad \mathrm {for} \quad 1/e<x<1.}

### logx(y) = logy(x)
方程式{\displaystyle \log _{x}(y)=\log _{y}(x)}のグラフは、直線{\displaystyle y=x}と曲線が{\displaystyle (x,y)=(1,1)}で交差する。曲線は双曲線{\displaystyle y={\frac {1}{x}}}の正部分と一致し、{\displaystyle x\to \infty }のとき{\displaystyle y=0}に漸近する。